# نهر کالابازاس
نهر کالابازاس (به انگلیسی: Calabazas Creek) یک جویبار در ایالات متحده آمریکا است که در شهرستان سونوما، کالیفرنیا واقع شده‌است.